# 21166 Nobuyukishouji
21166 Nobuyukishouji è un asteroide della fascia principale. Scoperto nel 1993, presenta un'orbita caratterizzata da un semiasse maggiore pari a 2,2168055 au e da un'eccentricità di 0,1569740, inclinata di 5,38748° rispetto all'eclittica.